# 보르스클라강
보르스클라강(러시아어: Ворскла; 우크라이나어: Ворскла)은 러시아 벨고로드주에서 남쪽으로 흐르다가 우크라이나 북동부에서 드니프로강과 합류하는 강이다.

## 지리
이 강은 벨고로드 북쪽 중앙 러시아 고지의 서쪽 경사면에 근원을 둔다. 우크라이나 내에서는 드니프로 저지대를 통해 흐르며, 수미주를 지나 폴타바주를 횡단한다. 길이는 464 킬로미터 (288 mi)이고, 유역 면적은 14,700 제곱킬로미터 (5,700 mi2)이다. 이 강은 우크라이나에서 348 킬로미터 (216 mi)에 걸쳐 흐르는 15번째로 긴 강이다.
강의 지류로는 보르스클리차강과 Boromlia (river)가 있으며, 왼쪽 지류로는 Merla (river), Kolomak (river) 및 Tahamlyk가 있다.
강변의 도시로는 그라이보론, 오흐티르카, 폴타바 (폴타바주의 주도), 코벨랴키가 있다. 이 강은 주로 삼각주와 코벨랴키 사이에서 항해 가능하다.

## 역사
오흐티르카 남쪽 보르스클라강에는 헬로노스로 추정되는 고대 요새가 있다. 1399년, 이 지역에서 보르스클라강 전투가 벌어졌다. 1709년, 폴타바시는 카를 12세에 의해 포위되었다.

## 동식물
강에는 50종 이상의 물고기가 서식하며, 대부분 잉어와 농어, 브림, 루드, 로치, 피라미, 메기 등이다.
동물상은 토끼, 여우로 대표되며, 숲에서는 노루와 멧돼지를 만날 수 있고, 야생 오리, 회색 왜가리, 자고새, 꿩 등 다양한 새들이 있다.

강변을 따라 넓은 숲 지역이 있으며, 침엽수림(주로 좌안)과 활엽수림이 모두 있다.

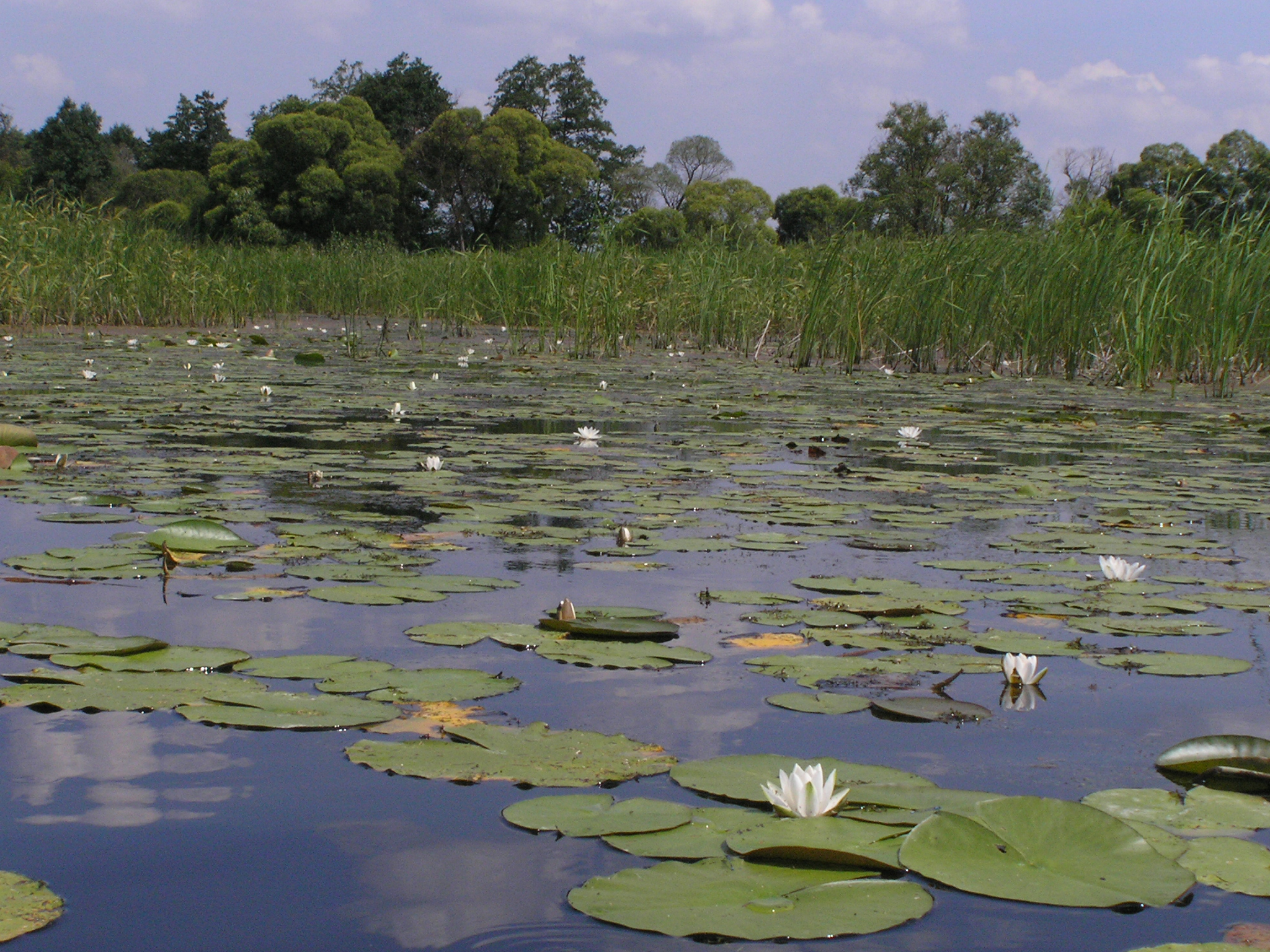
2005년 7월 보르스클라강의 흰 백합
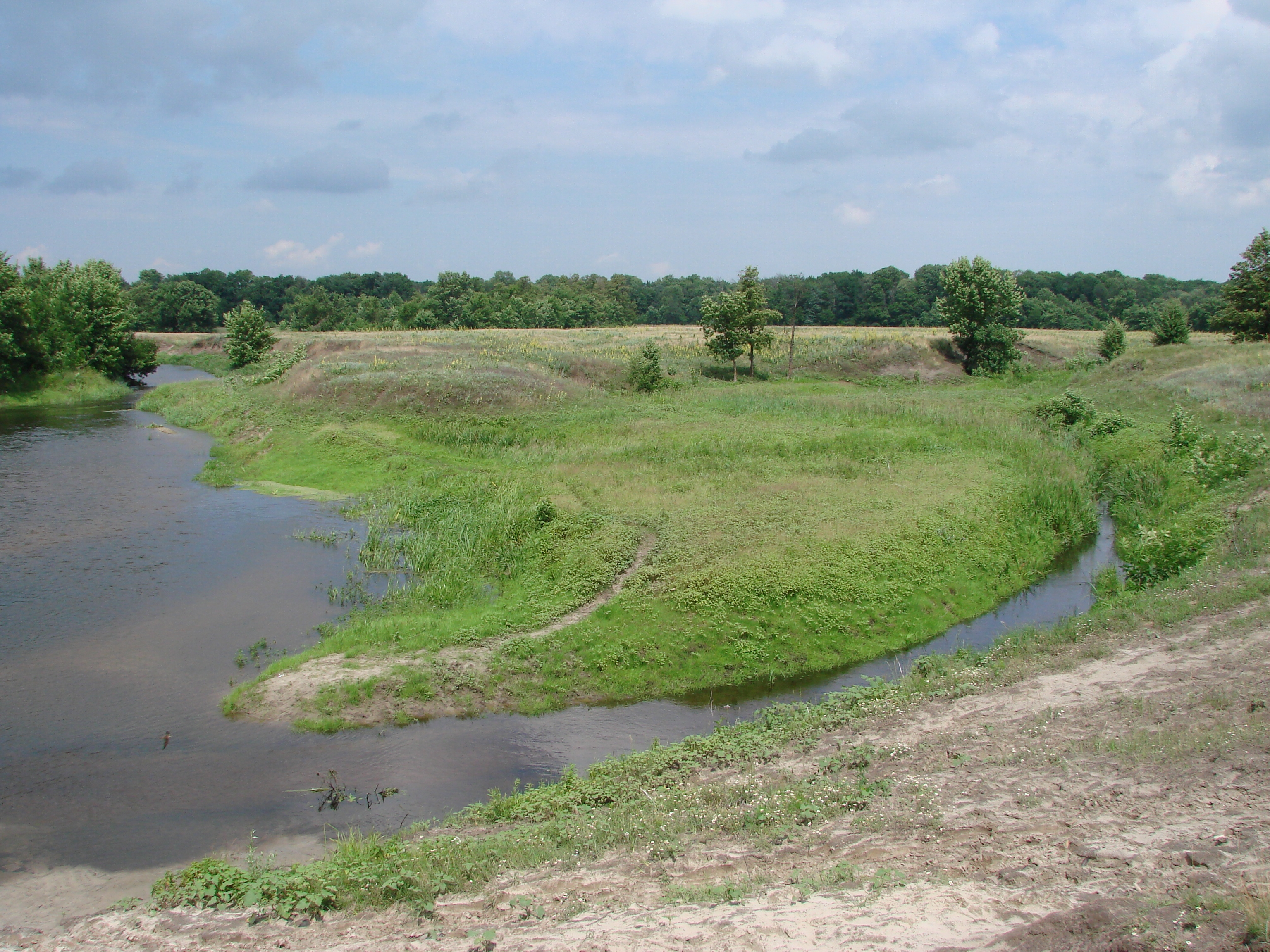
후흐라 마을 근처 보르스클라강
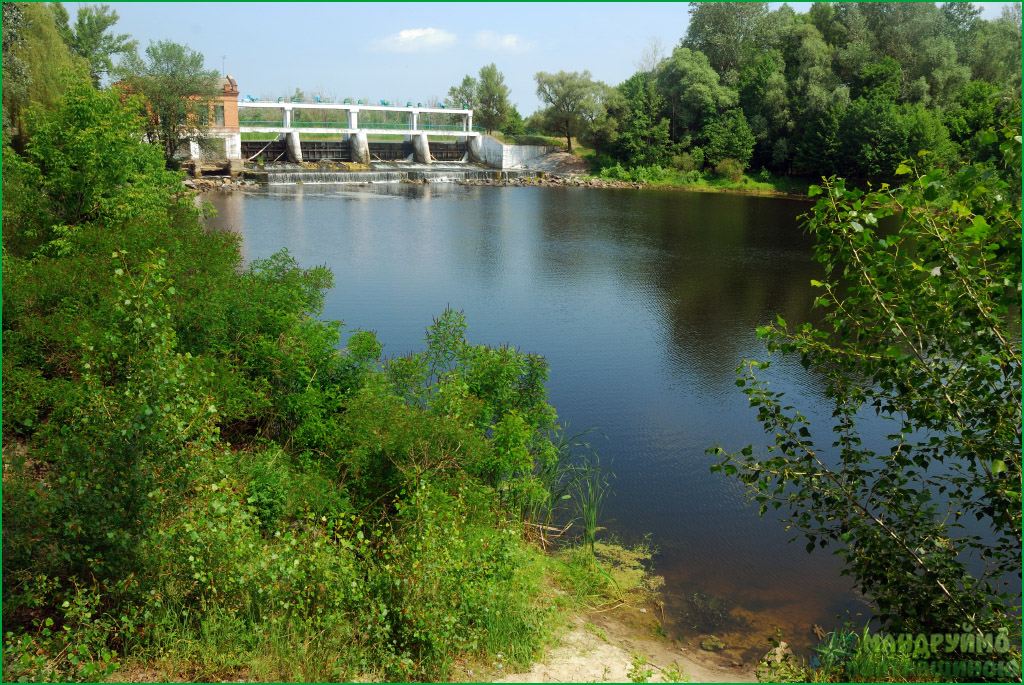
오피슈냐 근처 보르스클라강과 작은 수력 발전소
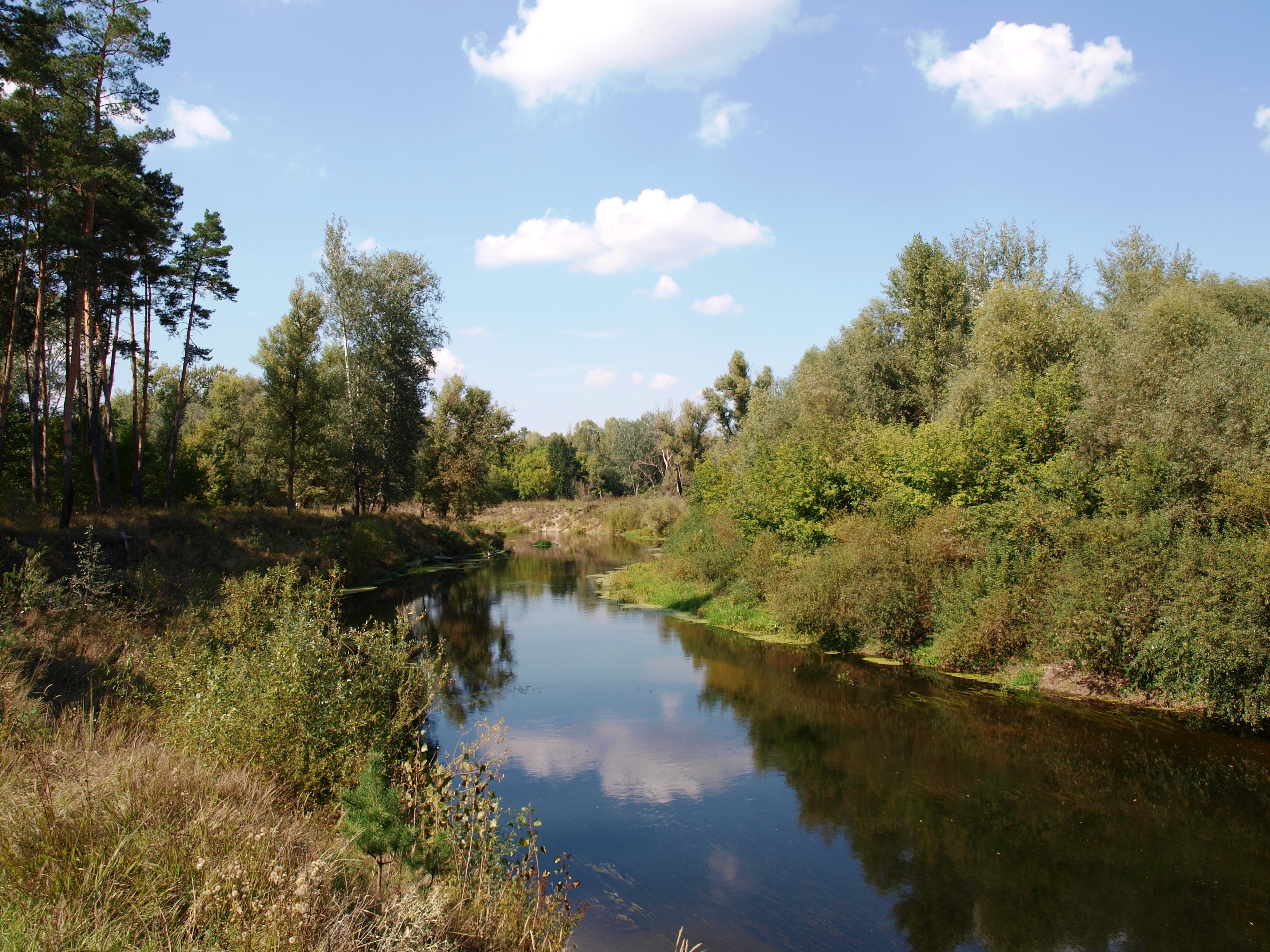
노비 산자리 근처 보르스클라강
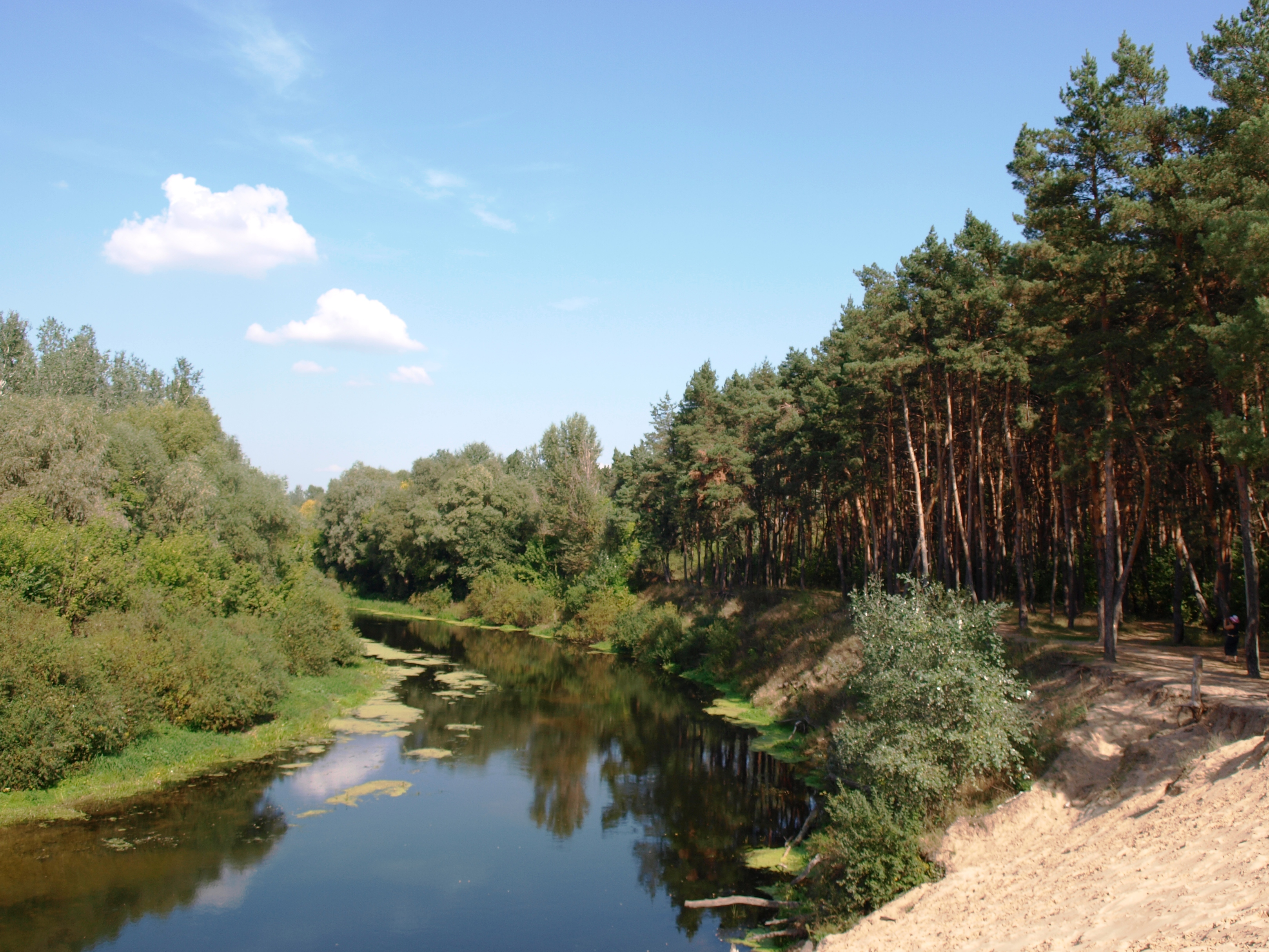
노비 산자리 근처 보르스클라강
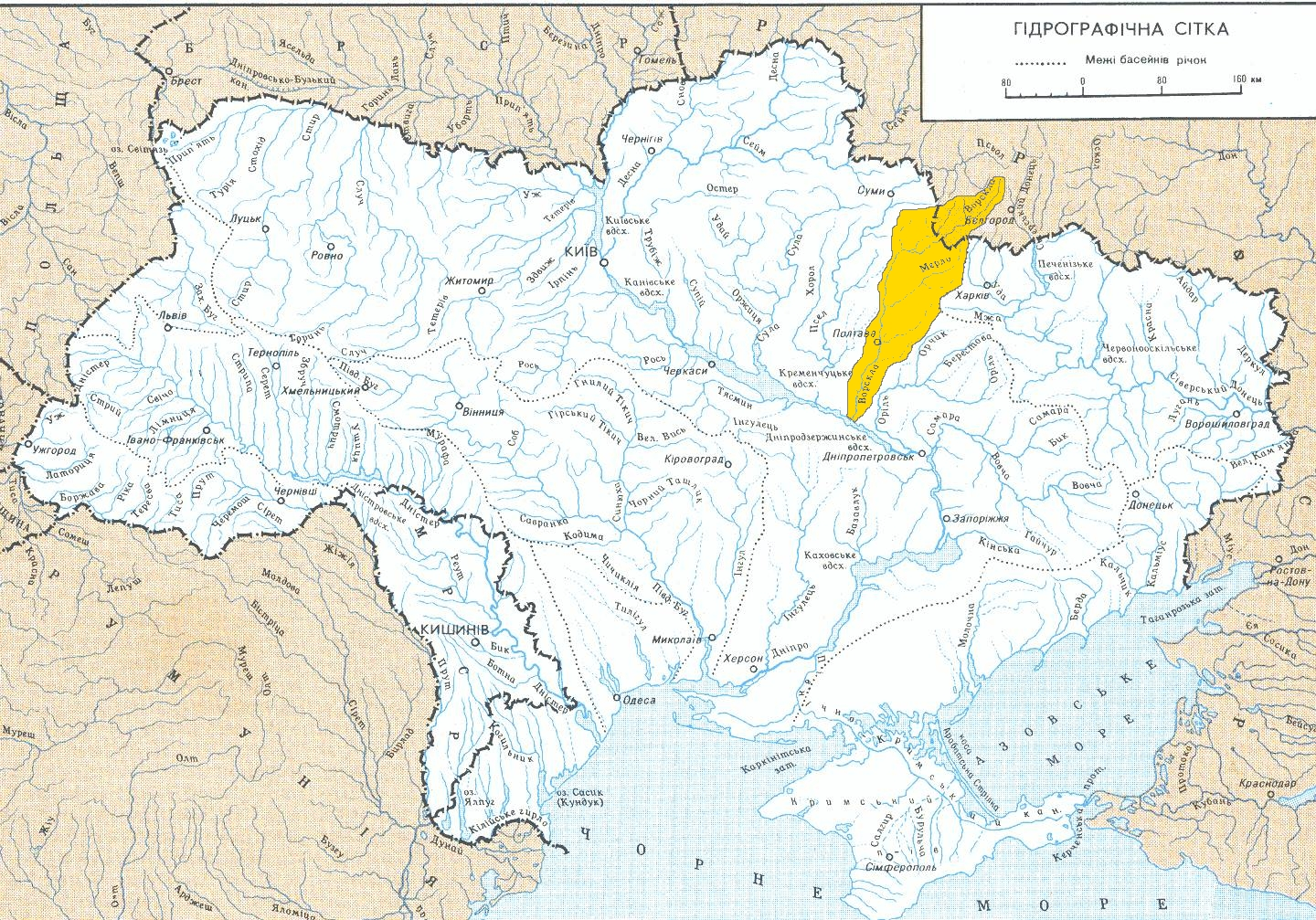
보르스클라강의 유역
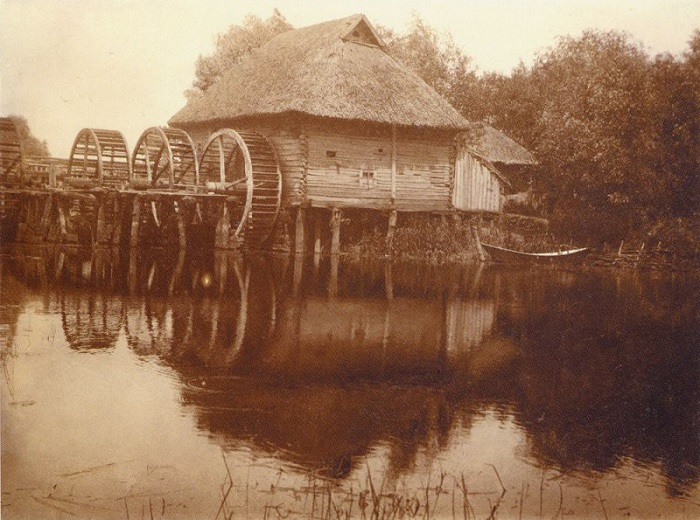
보르스클라강의 방앗간 (20세기 초)
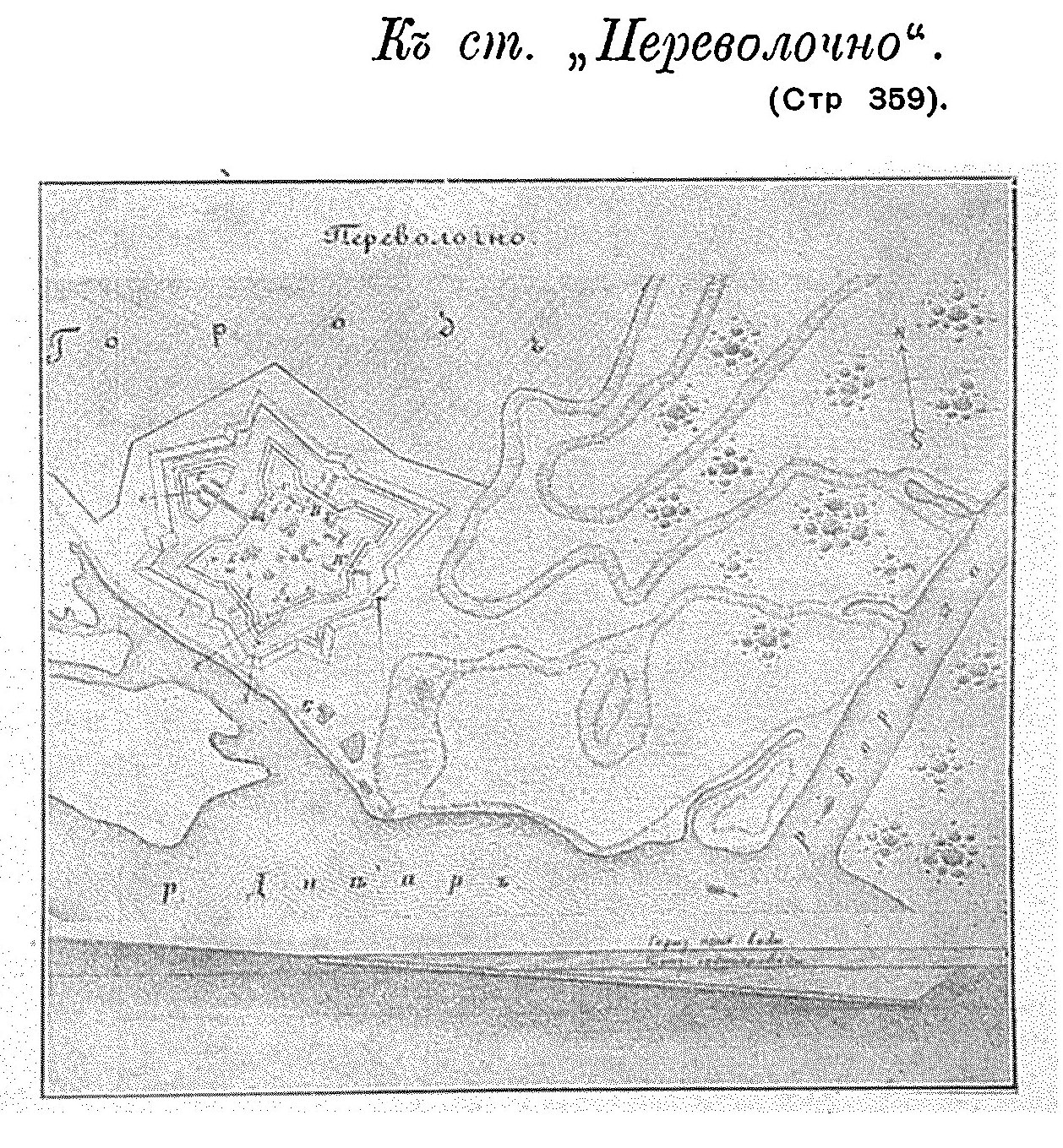
페레볼로치나 요새와 보르스클라강 하구가 있는 지도